# Веб-почта
Термин Веб-почта (или веб-мейл, веб-служба электронной почты) используется в двух значениях. Первое служит для описания клиентской программы электронной почты, реализованной в виде веб-приложения, доступного через веб-обозреватель. В этой статье внимание фокусируется именно на этом использовании термина. Другое значение слова используется для описания службы электронной почты, работающей через веб-сайты, то есть это Webmail-провайдеры, такие как Hotmail, Yahoo Mail, Gmail, AOL Mail и Яндекс.Почта. Практически каждый провайдер веб-почты предлагает доступ к электронной почте с использованием клиентской программы веб-почты, а многие из них также предлагают доступ к электронной почте на рабочем столе пользователя с использованием стандартных протоколов, хотя многие интернет-провайдеры включают веб-мейл в свой пакет услуг Интернета. Как и для любого веб-приложения, основным преимуществом веб-почты над использованием настольного клиента электронной почты является возможность отправлять и получать электронную почту везде, где есть веб-обозреватель. Его основным недостатком является необходимость быть подключённым к Интернету при её использовании (Gmail предлагает использование её веб-почты в режиме офлайн путём установки программы Gears).

## История
В первые дни существования мировой паутины, в 1994 и 1995 годах, несколько человек работали над тем, чтобы электронная почта была доступна из веб-браузера. В Европе Сорен Вейрум и Лука Манунза разработали свои приложения: «WWW-почту» и «WebMail», а в Соединённых Штатах Мэтт Манкинс создал «Webex». Каждое из этих ранних приложений представляло собой Perl-скрипты, включающие полный исходный код, доступный для загрузки. В том же 1994 году Билл Фитлер начал работать над реализацией веб-почты как CGI-программы, написанной на C в Windows NT, и продемонстрировал её на конференции Lotusphere в январе 1995 года. Сорен Вейрум написал «WWW-почту» во время учёбы и работы в Копенгагенской Школе Бизнеса в Дании, программа была выпущена 28 февраля 1995 года. Лука Манунз написал WebMail во время работы на Сардинии в CRS4, первый релиз вышел 30 марта 1995 года. В Соединенных Штатах Мэтт Манкинс под руководством доктора Берта Розенберга из Университета Майами разработал приложение «Webex» и записал исходный код на comp.mail.misc 8 августа 1995 года, хотя оно использовалось в качестве основной электронной почты в школе архитектуры, где Манкинс работал за несколько месяцев до этого. Тем временем разработка веб-почты Билла Фитлера получила дальнейшее развитие в качестве коммерческого продукта, который компания Lotus анонсировала осенью 1995 года как cc:Mail для WWW 1.0, которое обеспечивает альтернативный метод доступа к хранилищу сообщений cc:Mail (обычно cc:Mail называют приложением рабочего стола, которое работало либо в коммутируемом режиме, либо в пределах локальной сети). Коммерциализация веб-почты произошла после того, как в конце 1995 года приложение «Webex» — из компании, не имеющей отношение к веб-конференциям — было продано компании Манкинса «DotShop, Inc». После этого пакет «Webex» получил новое название «EMUmail» и затем продан компаниям UPS и Rackspace, а в 2001 году продан компании Accurev. EMUmail был одним из первых свободных приложений, лицензия на который не требовалась и который имел встроенную рекламу. После разработки Hotmail и появления на рынке свободной электронной почты, в EMUmail появился сервис MollyMail, позволяющий проверять свою электронную почту из интернета. После того, как Accurev приобрела EMUmail, направление webmail было закрыто в пользу сервиса SMTP.com, который продаётся до сих пор.

## Передача данных и совместимость
Пользователи электронной почты могут применять как клиента веб-почты, так и клиента рабочего стола, используя протокол POP3, однако при этом должны знать о некоторой несовместимости: сообщения электронной почты, загруженные клиентом рабочего стола и затем удалённые с сервера будут после этого недоступны для клиента веб-почты. Использование клиента веб-почты в этом режиме ограничено следующим образом: прежде чем сообщения будут загружены клиентом рабочего стола, они должны быть просмотрены с помощью веб-клиента электронной почты. С другой стороны, совместная работа клиента веб-почты и клиента рабочего стола при использовании протокола IMAP4 не имеет такой несовместимости: содержимое почтового ящика будет последовательно отображаться как в веб-почте, так и в электронной почте рабочего стола, и какие-либо действия пользователя, выполненные над сообщениями в одном интерфейсе будут отражены при переходе к другому интерфейсу. Существуют значительные отличия в передаче данных среди многих популярных почтовых служб, таких как Yahoo! Mail, Gmail и Windows Live Hotmail. Из-за различия трактовок тегов HTML, таких как <style> и <head>, а также противоречивости передачи каскадных таблиц стилей CSS, маркетинговые компании электронной почты полагаются на старые методы веб-разработки при отправке кросс-платформенной почты. Обычно это означает большую зависимость от таблиц и встроенных стилей.